# Падалко, Михаил Терентьевич
Михаил Терентьевич Падалко (1902 — после 1948) — советский военный и сельскохозяйственный деятель. Участник Великой Отечественной войны, подполковник Красной армии. После войны стал председателем колхоза «Красный партизан». Герой Социалистического Труда (1948).

## Биография
Михаил Терентьевич родился в 1902 году в селе Тамга (Иманский уезд, Приморская область). По национальности был украинцем.
С 1922 года по 1938 год служил в Красной армии. Должность при увольнении в запас — помощник по строевой части командира 70-го железнодорожного полка Управления Краснознамённой пограничной и внутренней охраны НКВД Дальневосточного края, старший лейтенант. В декабре 1941 года был повторно призван в РККА Иманским военкоматом Хабаровской области. Принимал участие в Великой Отечественной войне. В период с 1942 по 1943 год в 303-м стрелковом полку (69-я стрелковая дивизия). Великую Отечественную войну закончил в должности заместителя по строевой части командира 147-го фронтового запасного стрелкового полка.
Михаил Падалко демобилизовался во второй половине 1940-х годов, после чего возглавил колхоз «Красный партизан» в Лабинском районе Краснодарского края. В 1947 году колхоз «Красный партизан» получил урожай пшеницы 30,72 центнера с гектара на общей площади 50 гектаров. 6 мая 1948 года Михаилу Терентьевичу Падалко « за получение высоких урожаев пшеницы и кукурузы в 1947 году» было присвоено звание Героя Социалистического Труда.
Дальнейшая биография неизвестна.

## Награды
Михаил Терентьевич был удостоен следующих наград:
- Золотая медаль «Серп и Молот» (6 мая 1948 — № 2223);
- Орден Ленина (6 мая 1948 — № 72520);
- Орден Отечественной войны 2-й степени (8 июня 1945)[1];
- Орден Красной Звезды (за выслугу лет)[1];
- Медаль «За боевые заслуги» (28 октября 1967);
- Медаль «За победу над Германией в Великой Отечественной войне 1941—1945 гг.»[4]